# Ухтомський Олексій Володимирович
Олексій Володимирович Ухтомський (14 [26] березня 1875, с. Поздіно, Новгородська губернія — 17 грудня 1905, Люберці) — російський революціонер, машиніст Московсько-Казанської залізниці, есер.

## Біографія
Закінчив сільську школу в Поздіно і ремісниче училище ім. Цесаревича Миколи в Петербурзі, працював на залізницях. У жовтні 1905 року — керівник страйкового комітету залізничників, потім один із керівників бойової дружини Казанської залізниці. У ході повстання в Москві на чолі дружини повністю оволодів лінією Москва—Голутвін, роззброївши на ній поліцію, перерізавши телеграф і роззброївши військові ешелони, що повертались з Маньчжурії. Відзначився тим, що 14 грудня зумів вивести дружинників у Перово, незважаючи на дві влаштовані йому засідки і масований кулеметний вогонь. Незабаром був разом із групою з 6 дружинників заарештований каральною експедицією Семенівського полку під керівництвом полковника Рімана на станції Люберці та розстріляний без жодного суду 17 грудня 1905 року.

## Пам'ять
Ухтомський був, по всій видимості, одним з небагатьох есерів, що офіційно визнавався в СРСР героєм революції 1905 року. Ім'я революціонера були названі:
- волость Московського повіту Московської губернії, з 1929 року — район Московської області, в 1959 році перейменований в Люберецький;
- платформа Казанської залізниці (колишня Підосинки);
- селище (згодом увійшло до складу району Косино-Ухтомський Східного адміністративного округу міста Москви),
- Люберецький завод сільськогосподарського машинобудування.
- локомотивне депо Пенза-1 (із 1973)
- вулиці в Москві, Пензі (із 1919), Сімферополі, Ярославлі, Іжевську, Литкаріно, Тамбові, Уфі (1956 р.), Хабаровську, Малаховці, Нижньому Новгороді, Ашхабаді, Волгограді, Електрогорську, Курську, Рузаєвці, Лукоянові.

Пам'ятники Ухтомському існують в Люберцях, в Москві (1989; в ПСАО, біля школи № 733; скульптор — В. Г. Замедянський), Пензі (1979; на території локомотивного депо Пенза-1; скульптор — В. Г. Курдов) і Рузаєвці (на території парку культури та відпочину ім. Пушкіна).
В 1926 році про Ухтомського був знятий фільм «Машиніст Ухтомський».